# Sông Cầu (thị trấn)
Sông Cầu là một thị trấn thuộc huyện Đồng Hỷ, tỉnh Thái Nguyên, Việt Nam.

## Địa lý
Thị trấn Sông Cầu nằm gần tuyến quốc lộ 1B từ Thái Nguyên đi Lạng Sơn, có vị trí địa lý:
- Phía đông giáp xã Khe Mo
- Phía tây giáp xã Hóa Trung
- Phía nam giáp xã Khe Mo
- Phía bắc giáp xã Quang Sơn.

Thị trấn Sông Cầu có diện tích 10,38 km², dân số năm 2020 là 6.482 người, mật độ dân số đạt 624 người/km².

## Lịch sử
Thị trấn Sông Cầu trước đây là thị trấn nông trường Sông Cầu, được thành lập vào ngày 27 tháng 10 năm 1967 trên cơ sở toàn bộ diện tích và dân số của nông trường chè Sông Cầu.
Ngày 13 tháng 1 năm 2011, giải thể thị trấn Nông trường Sông Cầu, sáp nhập toàn bộ diện tích và dân số của thị trấn vào xã Quang Sơn. Đồng thời, thành lập thị trấn Sông Cầu trên cơ sở điều chỉnh 1.038,39 ha diện tích tự nhiên và 4.052 người của xã Quang Sơn.
Đến năm 2019, thị trấn Sông Cầu được chia thành 11 tổ dân phố: 4, 5, 7, 8, 9, 11, 12, La Mao, Liên Cơ, Tân Lập, Tân Tiến.
Ngày 11 tháng 12 năm 2019, sáp nhập tổ dân phố Tân Lập và một phần tổ dân phố Tân Tiến thành tổ dân phố 1, sáp nhập tổ dân phố Liên Cơ và phần còn lại của tổ dân phố Tân Tiến thành tổ dân phố 2, sáp nhập ba tổ dân phố 4, 11, La Mao thành tổ dân phố 3, sáp nhập ba tổ dân phố 7, 9, 12 thành tổ dân phố 4, đổi tên tổ dân phố 8 thành tổ dân phố 6.

## Hành chính
Thị trấn Sông Cầu được chia thành 6 tổ dân phố: 1, 2, 3, 4, 5, 6.

## Đường phố
Thị trấn Sông Cầu bao gồm các đường phố: 
- Đường Tân Lập
- Đường Khởi Nghĩa
- Đường Võ Thị Sáu
- Đường Minh Khai

## Kinh tế - xã hội
Nền kinh tế của thị trấn Sông Cầu phụ thuộc chủ yếu vào các nhà máy và các hộ trồng chè trên địa bàn.
Trên địa bàn thị trấn có Trường Phổ thông dân tộc nội trú và THCS Đồng Hỷ, phục vụ toàn bộ học sinh thiểu số trên địa bàn huyện.